# Wolfenstein: Enemy Territory
Wolfenstein: Enemy Territory (ET) is een gratis FPS-computerspel, ontwikkeld door Splash Damage. Het is een opzichzelfstaand vervolg op Return to Castle Wolfenstein en de spelomgeving is gebaseerd op de Tweede Wereldoorlog.
Enemy Territory was eigenlijk gepland als een commercieel vervolg op de first-person shooter Return to Castle Wolfenstein. Door het kwijtraken van de broncode van de singleplayer-modus (de CD waar deze op stond was zoekgeraakt) werd de multiplayer-versie uitgebracht op 29 mei 2003 als een gratis computerspel. Begin 2004 werd de broncode voor de spel-logica (niet de game engine) vrijgegeven ten gunste van de moddinggemeenschap. Op QuakeCon 2009 was aangekondigd dat de broncode binnenkort vrijgegeven zou worden. Dit is een jaar later gebeurd tijdens QuakeCon 2010. Dit was volgens John Carmack, van ID Software's Hoofd Technische dienst, omwille van juridische redenen. De broncode is vrijgegeven onder de GNU General Public License.

## Overzicht
In Enemy Territory kan men met het team- en klasseselectiepaneel een van de vijf verschillende character classes kiezen:
- Soldier: Soldaat, kan zware wapens (heavy weapons) gebruiken;
- Medic: Hospik, kan teamgenoten eerste hulp verlenen/terug tot leven wekken;
- Engineer: Geniesoldaat, kan dingen opbouwen en vernietigen en landmijnen plaatsen en onschadelijk maken;
- Field Ops: Veld Operaties, kan munitie rond delen en precisiebombardement; luchtaanval oproepen;
- Covert Ops: Geheim Agent, kan vijandige deuren openen, Sluipschutter spelen, undercover gaan als vijand;

Er zijn twee teams waar men voor kan kiezen, Allies of Axis. Een map (kaart) is de speelomgeving waarin de figuur die de speler bestuurt zich voortbeweegt. Er zijn zes officiële mappen uitgebracht. De North-Africa Campaign, bestaande uit de mappen "Goldrush" (Goudkoorts), "Siwa Oasis" (Siwa Oase), en "Battery" (Wapenbatterij); en de Europe Campaign, bestaande uit de mappen "Rail Gun" (Spoorwapen), Radar en "Fuel-dump" (Benzinedump). Hiernaast zijn er enkele honderden mappen gemaakt door liefhebbers van het spel. Zie paragraaf 5 voor een uitgebreide omschrijving.
Op elke map dient er door de aanvallende partij binnen een bepaalde tijd een aantal doelen behaald te worden, de zogenaamde doelstellingen. De verdedigende partij moet de aanvallers weerhouden de doelen te bereiken. Sommige doelen zijn facultatief en kunnen eventueel door beide teams worden uitgevoerd, maar zijn niet nodig voor de eindoverwinning. Deze kleinere doelen kunnen een team wel helpen het einddoel sneller te bereiken, denk aan een commandopost, MG42 (een vaste machinegeweerpost) of een wachttoren. Afhankelijk van de Game-Mode zal de actie verdergaan op een andere map (Campaign-Mode) of dezelfde map (Objective-Mode, Stopwatch Mode, Last Man Standing).
In de officiële zes mappen campaign (het meest voorkomend op publieke servers), zijn de Allies de aanvallende partij op alle maps behalve één en dat is Spoorwapen waar de Axis een aantal treinen moeten escorteren. In Stop-Watch Mode (meest gebruikt in Lan servers) spelen de beide teams de 'map' tweemaal, beide één maal Axis en één maal Allies, de winnaar wordt dan bepaald door welk team het snelst was in aanvallend opzicht. Het kan een gelijk spel worden wanneer de beide teams tot het verstrijken van de tijd de tegenstander ervan weerhouden de doelen te bereiken. Stop-Watch geniet juist op de meeste publieke servers echter voorkeur, alhoewel deze spelmodus wel op speciale publieke servers wordt aangeboden, deze zijn in ruime minderheid.
Spelers kunnen Experience points (ervaringspunten, XP) verdienen in een aantal verschillende klassen waartoe hun personage behoort. Zo zal een Geniesoldaat die iets bouwt XP krijgen in de klasse Engineer. Een hoog XP in een bepaalde klasse brengt voordelen met zich mee, zo kan een Field Ops regelmatiger externe vuurkracht aanvragen, en kan een Medic sneller en beter mensen terug tot leven wekken.
- Power Bar: geeft de status weer van eerstehulps-/munitiepakketten.
- Battle Sense: gevoel voor gevechtshandelingen, de speler is daar waar actie is. Dit wordt berekend uit de afstand die men gewond aflegt.
- Skill: vaardigheid en kunde.
- Light Weapons: geeft aan hoe goed de speler met een (machine)pistool is.

Ook kan er XP worden verdiend in verschillende Skills. Alle klassen kunnen XP punten verdienen in Battle Sense en Light Weapons. Klasse skills zijn over het algemeen gebonden aan de huidige klasse, met de uitzondering van Heavy Weapons (de Soldier klasse skill).
Spelers hebben bepaalde capaciteiten en functionaliteit gebaseerd op hun klasse. De speler heeft een Power Bar welke power geeft voor hun speciale functionaliteit, zo kan een beginnende Field Ops slechts externe vuurkracht aanvragen als de balk vol is, een meer ervaren speler (met meer skills in deze klasse) kan dit ook als de balk slechts halfvol is. Deze Power Bar herstelt langzaam.
Spelers hebben tot acht wapens tot hun beschikking afhankelijk van spelersklasse. Zie voor een uitgebreidere beschrijving Paragraaf 4 van dit artikel.

## Skills en Klassen
Spelers kunnen experience XP verdienen in drie skills: Battle Sense, Light Weapons, en een skill die bepaald wordt door zijn huidige klasse. Sommige algemene klasse skills gelden voor alle character classes.

### Algemene Skill - Battle Sense
Battle Sense wordt verdiend met het daadwerkelijk deelnemen aan actieve gevechtshandelingen. Elke dertig seconden wordt er in het spel, XP experience gegeven afhankelijk van of een speler schade heeft berokkend aan het vijandige team ,schade heeft berokkend aan het vijandige team en schade heeft ontvangen, of heeft iemand gedood en heeft schade ontvangen.
- Level 1 - Men heeft een verrekijker en kan vijandelijke stellingen observeren. (Alle Covert Ops hebben een verrekijker en kunnen er landmijnen mee ontdekken. Alle Field Ops hebben een verrekijker en kunnen er artilleriesteun mee aanvragen. Deze twee klassen hebben geen voordeel met het uitspelen van het eerste level)
- Level 2 - Het langdurig deelnemen aan actieve gevechtshandelingen geeft de speler een powerbar-balk en een hogere oplaadsnelheid (60% sneller).
- Level 3 - Als behoorlijk ervaren slagveldveteraan verhoogt dit de gevechtskunst en de maximale gezondheid (health) met 15 punten.
- Level 4 - Bij dit niveau kan de speler vijandelijke mijnen zien als men binnen een bepaalde afstand is. De speler ziet de landmijnen als doorzichtig voorwerp. In sommige mods is het mogelijk met de verrekijker (net als de Covert Ops) de mijnen zichtbaar te maken met de verrekijker.

### Algemene Skill - Lichte Wapens
Skill in Light Weapons wordt verdiend door het doden met light weapons (letterlijk lichte wapens) zoals een machinepistool, geweer (zonder telescoopgebruik, als er een aanwezig is), pistool, granaat of mes.
- Level 1 - Bij de start bevat de munitie nu een extra magazijn. Dit magazijn is vooral welkom bij medics, die anders slechts met één magazijn (30 kogels) starten.
- Level 2 - De speler is bekend met deze wapens dat men deze 35% sneller kunt herladen.
- Level 3 - De gevechtservaring is nu zo ver gevorderd dat de spreiding van het machinepistool (MP) met 35% gereduceerd is, terwijl de terugslag van het pistool is gehalveerd.
- Level 4 - Met het enkelhandwapen schiet men nu met twee pistolen, de zogenaamde akimbo-pistolen. Hoewel het samenspel van deze pistolen sneller schiet dan een machinepistool, moet dit wapen sneller herladen worden, en duurt dit ook langer: het wapen moet herladen worden terwijl iedere hand een wapen vast heeft.

### Soldaat (Klasse Skill - Zware Wapens)
Zware wapens specialist. De soldaat is uniek in die zin dat de skill van deze klasse enkel en alleen verwijst naar het doden van de vijand. Soldaten zijn de enige klasse die zware wapens kunnen dragen; echter, alle klassen kunnen XP punten verdienen in Heavy Weapons bij gebruik van een MG42 toren of een Browning-kanon van een tank. Soldaten starten met vier handgranaten.
- Level 1 - Power Bar nodig om zware wapens af te vuren is gereduceerd tot 1/3, gebruikt 2/3 om te vuren.
- Level 2 - Oververhittingssnelheid voor zware wapens gereduceerd tot 50%.
- Level 3 - Loopsnelheid met zware wapens is nu vergroot.
- Level 4 - Soldaat draagt nu een automatisch wapen (Thompson of MP-40) in zijn een-hands wapen slot (in plaats van de Colt/Luger). Zo zijn combinaties van een antitankraket, vlammenwerper of mortier met de machinepistolen MP40 voor Axis, Thompson voor Allies, mogelijk.

### Hospik (Klasse Skill - Eerste Hulp)
De Hospik heeft meer health (HP) dan alle andere klassen, en zal wanneer gewond zichzelf langzaam genezen. Ook kan de Hospik teamgenoten ondersteunen met eerstehulpspakketten en ze opnieuw tot leven wekken met een injectie. Omdat een Hospik zichzelf heelt, en hij gewoonlijk de meeste XP verdient als hij bij een groep blijft, is deze klasse goed om mee te beginnen. Hierdoor echter, kan een geoefende speler van de Hospik een extreem gevaarlijke individuele soldaat maken, de zogeheten rambo medic. Het grootste nadeel van de Hospik is dat hij start met weinig munitie en slechts één handgranaat.
- Level 1 - De Hospik start met een extra magazijn munitie en een extra handgranaat.
- Level 2 - De Hospik start met twee extra spuiten. Power bar nodig om een gezondheids pak te laten vallen verlaagd van 25% naar 15%.
- Level 3 - Spuit opnieuw leven wekken nu met volledige health (Spuit is nu groen).
- Level 4 - De Hospik kan zichzelf nu injecteren met adrenaline. (Rode spuit.) Wanneer adrenaline wordt gebruikt, zal de Medic sneller rennen en slechts de helft van opgelopen schade ontvangen. Zijn uithoudingsvermogen bar (naast de power bar) zal op 100 procent blijven. Dit houdt slechts tien seconden aan. Adrenaline is handig en kan soms een beslissend tactisch middel zijn, wanneer het op kritieke plaatsen/momenten in het spel wordt gebruikt om een doel snel te bereiken. Elke klasse kan van adrenaline gebruikmaken.

### Geniesoldaat (Klasse Skill - Ingenieur)
Geniesoldaten zijn de enige klasse die vele doelen kunnen bereiken/volbrengen. Geniesoldaten kunnen constructies bouwen en repareren zoals een MG42 post, voertuigen, een bruggen, een commando post. Verder kunnen ze dynamiet en landmijnen plaatsen. Geniesoldaten starten met vier of acht granaten, en is de enige klasse die een granaat kan afvuren met voor Allied het M1 Garand geweer en voor Axis het K 43.
- Level 1 - Start nu met vier extra granaten en vier extra K 43 granaten.
- Level 2 - Dynamiet en landmijnen worden nu in de helft van de tijd opgesteld.
- Level 3 - Power Bar nodig voor: maken van constructies, vernielen van constructies, 'opstellen en ontmantelen' van dynamiet/landmijnen verlaagd met 1/3, nu nodig: 2/3.
- Level 4 - Engineer draagt nu een kogelvrij vest, dit vest reduceert de schade van explosieven en vlammenwerper met 50%.

### Veld Operaties puppet (Klasse Skill - Veld Operaties)
De Veld Operaties puppet ondersteunt zijn teamgenoten met munitiepakketten munitie en met luchtaanvallen op de vijand. Er zijn twee types luchtaanvallen; de een is herkenbaar aan de gekleurde rookgranaat en bestaat uit een serie ontploffingen in de lengte van de rook. Deze luchtaanval wordt gewoonlijk gebruikt om een groot gebied schoon te vegen. Een tweede type is een serie van explosies op het gekozen doel. De artillerie aanval wordt gebruikt om een kleiner gebied voor langere tijd gevaarlijk te maken. Voor beide geldt dat er per team slechts een beperkt aantal luchtaanvallen en/of artillerie aanvallen tegelijkertijd actief kunnen zijn.
- Level 1 - Pakketjes munitie die men laat vallen bevatten een extra (Mega Ammo Pack) magazijn munitie. Deze verbeterde pakketten zijn te herkennen aan een lichtere kleur dan de beginpakketten. De power bar nodig om munitiepakketten te geven, vermindert van 25% naar 15%.
- Level 2 - Power Bar nodig voor een lucht- of artillerie-aanval werd gereduceerd met 30%.
- Level 3 - Luchtaanvallen produceren nu onmiddellijk na de eerste serie explosies een tweede serie explosies; nog dodelijker voor de vijand. Een artillerie aanval duurt tweemaal zo lang.
- Level 4 - De Field Ops kan nu vijandelijke vermomde Covert Ops herkennen. (Disguised Enemy zal nu verschijnen als naam.)

### Geheim Agent (Klasse Skill - Geheime Dienst)
Sluip en verken klasse. De Geheim Agent kan het uniform van een vijandelijke speler aantrekken, rook granaten gooien om het zicht van de vijand te beperken met een dik rookgordijn, ook kunnen ze een (bom pakket) laten vallen. De Covert Op is de enige klasse die een wapen met een telescoopvizier of een geluiddemper kan gebruiken. Elke vijand in de directe omgeving van de Covert Op zal verschijnen op de bevel map van zijn team genoten. Door naar mijnen te speuren met zijn verrekijker kan hij vijandelijke mijnen ontdekken, die dan ook voor zijn team genoten zichtbaar worden op de bevel map.
Wanneer hij een vijandelijk uniform draagt kan de Covert vijandelijke deuren openen, en kan zo teamgenoten (ongemerkt) naar binnen laten. Wanneer vijanden van afstand de Covert zien, zal deze de naam dragen van de persoon van wie hij het uniform heeft gestolen, wanneer hij echter nabij de vijand komt zal zijn naam "leeg" zijn zodat hij snel kan worden herkend. Oplettende spelers kunnen een vermomde vijand ook herkennen aan het wapen dat hij draagt. Elke vermomde covert op wordt makkelijk herkend door een Field Op met skill level 4 Signals, zij zullen DISGUISED ENEMY zien in plaats van een naam, ook op de map kan die Field Ops de covert opmerken.
Verder zal een verklede vijand opvallen wanneer deze plotseling in de tegenovergestelde richting rent van zijn team genoten. In elk geval verliest de Covert zijn uniform wanneer hij in het zicht van de vijand een wapen afvuurt. Covert ops gebruiken dan ook vaak de backstab, het van achter neersteken van een vijand. Zo wordt de Covert niet herkend.
In de Jaymod is het zelfs mogelijk om kleding te stelen van nog levende soldaten...zodat deze in hun ondergoed lopen, wat tot hilarische taferelen leidt!
- Level 1 - Covert krijgt bonus clip munitie voor zijn Telescoopvizier wapen FG-42, K43, or M1 Garand.
- Level 2 - Power Bar nodig voor bom pakket, satchel charges en rook granaat gereduceerd met 1/3, nu nodig 2/3.
- Level 3 - Wapen terugslag en afzwaai met zoomed wapen is verminderd met 50%.
- Level 4 - Directe moord wanneer men een vijand in de rug steekt.

## Rang en Voortgang
Spelers beginnen als gewoon soldaat Private (Allies) of Schutze (Axis). Men kan de militaire rang verhogen door de skills te verbeteren. De rangen zijn als volgt:
| Allies              | Axis            | Level                                                                |
| ------------------- | --------------- | -------------------------------------------------------------------- |
| Private First Class | Oberschütze     | Heeft 1 Level in enige skill                                         |
| Corporal            | Gefreiter       | Heeft 2 Levels van dezelfde skill                                    |
| Sergeant            | Feldwebel       | Heeft 3 Levels van dezelfde skill                                    |
| Lieutenant          | Leutnant        | Heeft 4 Levels van dezelfde skill (max)                              |
| Captain             | Hauptmann       | Heeft 2 volledige skills (Level 4)                                   |
| Major               | Major           | Heeft 3 volledige skills                                             |
| Colonel             | Oberst          | Heeft 4 volledige skills (vereist klasse wissel)                     |
| Brigadier General   | Generalmajor    | Heeft 5 volledige skills                                             |
| Lieutenant General  | Generalleutnant | Heeft 6 volledige skills                                             |
| General             | General         | Heeft 7 volledige skills/alle klasse (men wordt niet altijd General) |

Sommige servers verwijderen een speler zijn verdiende experience (XP) punten aan het eind van een campaign, andere servers bewaren het totdat de speler de verbinding verbreekt, er zijn zelfs servers die ook nadat men de verbinding verbreekt de experience punten bewaren. Op openbare servers, zal dit worden herkend als XP-Save.

## Wapens
Zoals gebruikelijk is in een First-person shooter, zitten de wapens en het materiaal in Enemy Territory ook onder de nummers toetsen 1 t/m 7. Deze kunnen echter veranderd worden door het maken van een config. De wapens in het spel bij elk team zijn gelijk. Er is dus geen team met een voorsprong.

### Toets 1 -Mes
Eenvoudig aanvalswapen. Een level 4 Covert Ops kan echter met één 'steek' doden, als hij een vijand in de rug steekt wanneer een messymbool verschijnt, geeft het mes -100HP schade in de rug. In veel mods brengt het mes méér schade toe aan de vijand wanneer het bijvoorbeeld gebukt is of wanneer men op de grond ligt wordt gebruikt. Ook zijn er mods, Jaymod en NoQuarter onder andere, waarin het zelfs mogelijk is om het mes te gooien. Tijdens het ombrengen van een speler met een mes kan soms het geluid van een geit op de achtergrond worden gehoord. In sommige mods kan dit zelfs overheersend door de gehele map heen klinken.
Het mes wordt soms ook gebruikt om bepaalde voorwerpen te verwoesten. Een vaste MG kan bijvoorbeeld worden kapotgemaakt na ± 30 messteken.

### Toets 2 - Een-hands wapen
- Luger - Axis pistool. Acht schots magazijn.
- Colt - Allied pistool. Acht schots magazijn.

De Luger(Axis, Duitsers) en Colt(Allies, geallieerden) zijn bijna identiek, behalve natuurlijk in uiterlijk en het geluid: de Luger heeft een iets grotere terugslag. De Covert Ops kan een pistool met geluiddemper gebruiken, die verwijderd kan worden, behalve wanneer hij twee pistolen heeft (Level 4 Light Weapons). Alle pistolen geven 20 HP schade per schot, en 50 HP schade per headshot. Bij 140xp Light Weapons heeft men in die klasse 4 sterren vergaard, en daarmee de beschikking over de zogenaamde 'Akimbo:' één pistool in elke hand. Bij een soldaat met level 4 Heavy Weapons kan de 'single' dan wel 'akimbo' worden vervangen door het machinepistool, waardoor de soldaat de beschikking krijgt over een machinegeweer op slot 2 en een 'Heavy Weapon' op slot 3. Men kan zelf bepalen of je 'Akimbo' of een machinegeweer wilt in het Limbo menu (L). Bij nummer 1 kies je voor je 'Akimbo' of machinegeweer. En bij nummer 2 kiest men dan het zware wapen: Panzerfaust, Flamethrower, Mortar, Mobile MG-42 of nóg een machinegeweer. In sommige mods heeft men het wapen M-97. Dat is een shotgun die heel veel schade doet van dichtbij.

### Toets 3 - Twee-hands wapen
Beschikbare wapens verschillen per character classe class. Het wapen valt op de grond als de speler dood gaat. En kan door enige andere speler, welke het, afhankelijk van zijn personageklasse worden opgeraapt. De Thompson en MP-40 zijn vrij uitwisselbaar voor elke klasse behalve de klasse Covert Ops.

#### Machinepistolen
Voor elke klasse beschikbaar behalve de klasse Covert Ops.
- MP-40 - Standaard Axis automatisch wapen. Dertig schots magazijn.
- Thompson - Standaard Allied automatisch wapen. Dertig schots magazijn.
- Sten - Standaard Covert Ops automatisch wapen. Tweeëndertig schots magazijn.

De MP40 en de Thompson zijn identiek behalve in voorkomen en geluid. De twee waren verschillend in Return to Castle Wolfenstein. De Sten is een machinepistool met een hoge vuursnelheid; oververhitting gebeurt ongeveer na 16 kogels non stop af te vuren (ongeveer 10 HP schade per kogel). Alle machinepistolen geven 50 HP schade per headshot; echter, hoe verder het doelwit zich van jou af bevindt, hoe minder schade de kogels doen. Hiermee kan het voorkomen dat een Engineer na 5 'headshots' nog steeds leeft. Overigens: als een speler Adrenaline gebruikt, wordt alle schade aan hem met 50% verminderd. Hiermee gaat er met één headshot nog maar 25 HP af.

#### Zware wapens
Deze wapens zijn alleen beschikbaar voor soldaten, en vaak is er een maximum aan het zware wapens dat een team maximaal mag gebruiken. Dit om te voorkomen dat iedereen met een panzerfaust gaat lopen,sommige servers hebben geen maximum. Alle zware wapens verminderen de loop snelheid (tenzij level vier van heavy weapons bereikt werd), wanneer je dus een soldaat bent met een zwaar wapen kun je het best je pistool of mes gebruiken als je je zelf verplaatst.
De Panzerfaust is zo krachtig dat een vijand bijna altijd het loodje legt, ongeacht HP in de meeste gevallen. Een geoefend speler (met een dosis geluk) kan een panzerfaust aanval echter overleven met behulp van het engineer's flak jacket (die krijgt hij wanneer hij vier sterren in de engineer klasse verwerft) en/of de adrenaline van de Hospik.
- Panzerfaust - Raket-werper / Bazooka. Lange herlaad tijd, veel HP schade, grote radius. Enkel-schot, soldaten hebben er vier, het afvuren van een panzer kost een volledige 'bar' aan power. Wanneer de panzerfaust wordt afgevuurd zal deze een karakteristiek geluid laten horen, een 'hoge piep', totdat hij geladen wordt, waarna het projectiel in een rechte lijn wordt afgevuurd. Je kan de panzerfaust niet afvuren wanneer je op de grond ligt. Als je tijdens het afvuren naar links of rechts 'leunt' zal de panzerfaust het schot afbreken. Sommige spelers zien dit wapen als 'n00bish', terwijl anderen het gewoon zien als een van de 'Zware Wapens". In sommige mods, doet de zwaartekracht zijn werk, wat weer een extra moeilijkheidsfactor oplevert om de panzer juist af te vuren; dit doet het "n00b" effect enigszins teniet.
- Vlammenwerper - Wapen voor dichtbij, vooral gevaarlijk in overdekte ruimten, het doet veel HP schade en heeft een grote radius. Vuur schade blijft enige tijd 'doorgaan' nadat het is gegeven/ontvangen; in die zin dat net als echte vlammen deze niet meteen doven, het blijft zogezegd even doorbranden. Zeer goed om vijanden mee te lokken. 200 'units' benzine als start. Het wapen wordt het best gebruikt op hoeken van gangen en smalle doorgangen, anders zou de vijand de vlammen makkelijk kunnen ontwijken. Wanneer je de vlammenwerper echter onvoorzichtig gebruikt, kun je ook zonder probleem je teamgenoten, en jezelf, in vuur en vlam zetten. Dit wapen wordt weinig gebruikt, tenzij de servers met no teamkill", dat wil zeggen dat enkel mensen uit het andere team schade ondervinden van je wapens. De vlammenwerper wordt dan vaak gebruikt voor spawnkilling.
- Mortier - De Soldaat moet 'hurken' en het mortier uitvouwen (alternate fire-toets, gewoonlijk toets 8, zie het options menu) daarna kan het mortier worden afgevuurd. Het mortier vuurt een explosief projectiel af onder een bepaalde hoek, met bepaalde snelheid. Nodig per schot: een halve 'command bar'. Wanneer goed gebruikt kun je met het mortier vele doelen bestrijken over een grote afstand. Enkel schot dan herladen; Soldaten starten met 12 mortier projectielen. Het inslag punt wordt getoond op de Command Map. Het wapen kan gemakkelijker worden gebruikt wanneer een Field Ops een luchtaanval heeft aangevraagd, in dit geval kan de soldaat de Command Map gebruiken om eenvoudiger zijn doel te bepalen.
- MG42 - Tweepoot model-Zwaar machinegeweer, bedoeld om vanaf een vaste positie te worden gebruikt, net als de mortier gebruik je de alternate fire toets om de poten uit te klappen. Het machinegeweer kan ook staand worden gebruikt, maar dan zal de nauwkeurigheid waarmee geschoten wordt beneden alle peil zijn. Wanneer eenmaal liggend gebruikt zal men een klein gebied met de MG42 kunnen bestrijken, je kunt ook kruipen zij het zeer langzaam. Verder identiek aan construeerbare MG42 machinegeweren. Het wapen raakt makkelijk oververhit en kan alleen maar worden herladen wanneer de volledige patroonband (150-schots munitie) is opgebruikt. De liggende soldaat is langs achter en aan de flanken niet beschermd, bescherming door zijn ploeggenoten kan dan ook nodig zijn.

#### Vizier en Stille wapens
Stille wapens zijn wapens met een geluiddemper, en zijn alleen beschikbaar voor Geheim Agent (Covert Ops).
- Stil K43 geweer met telescoopvizier - Alleen voor Axis. Sluipschutter geweer met telescoopvizier. Hoge HP schade, tien schots magazijn. Moet lang stilhouden wanneer telescoopvizier wordt gebruikt, wil het schot voldoende accuraat zijn. Deze tijd vermindert wanneer de Geheim Agent (Covert Ops) level 3 bereikt.
- Stil M1 Garand geweer met telescoopvizier - Alleen voor Allies. Kan alleen worden herladen wanneer het magazijn volledig leeg is heeft een kleiner magazijn (M1 Garand acht / K43 tien). Moet lang stilhouden wanneer het telescoopvizier wordt gebruikt, wil het schot voldoende accuraat zijn. Deze tijd vermindert wanneer de Geheim Agent (Covert Ops) level 3 bereikt.
- Sten - Stil automatisch wapen. Zeer accuraat zelfs op lange afstand. Zelfde HP schade per schot als de MP40 en de Thompson en dezelfde vuur snelheid, maar zal in korte vuur stoten moeten worden afgevuurd, omdat het oververhit raakt na 16 schoten. Heeft een tweeëndertig schoten magazijn.
- FG42 - Automatisch wapen met telescoopvizier, heeft slechts één level van zoom. Hoge HP schade vergeleken met andere automatische wapens, het wapen heeft een twintig schots magazijn en een lagere nauwkeurigheid wanneer niet zoomed gebruikt. Zeer effectief wapen in close-combat- oftewel man-tegen-mangevechtsituaties. Terugslag van de FG-42 (zonder vizier) is sterk verminderd als level 3 covert op is bereikt.

#### Granaat Geweer
Alleen voor geniesoldaten.
- K43 geweer met granaat - Alleen Axis.
- M1 Garand geweer met granaat - Alleen Allies. Kan alleen worden herladen wanneer het volledige magazijn leeg is, heeft minder patronen (M1 Garand acht / K43 tien).

De Ingenieur kan kogels afschieten of granaten (alternate fire toets). Het afvuren van een granaat kost een 'halve power bar'; met een lichte boog, grote boog, over lange afstand, en kan via muren vijanden om een hoek raken.
Het afschieten van een granaat kan in sommige gevallen beslissend dan wel een zeer dodelijk wapen voor de vijand zijn.

### Toets 4 - Handgranaat
- 'Mills bomb' granaat - Allies.
- 'Model 24 Stielhandgranate' granaat - Axis.

De granaten zijn functioneel identiek; alleen het model van de granaten verschilt. Amerikanen hebben een appel model terwijl de Duitsers met de bekende handgranaat met houten steel mogen gooien - drukt men op de 'Fire toets' (muis toets 1) dan wordt de granaat geladen, laat men de toets los dan wordt de granaat geworpen. De granaat ontploft vijf seconden na laden, dus gewoonlijk tellen spelers een aantal seconden af voordat ze een granaat werpen zodat de vijand minder tijd heeft om deze te ontwijken. In sommige mods is het mogelijk om tegen granaten en canisters te schoppen, zodat je deze terug kunt schoppen richting de vijand.

### Toets 5 - Speciale Functies
- Luchtaanval granaat - Alleen Field Ops klasse. Geeft een wolk gekleurde rook (allies=blauw, axis=rood); na een paar seconden, zal een bommenwerper een serie bommen in een lijn met de rook, loodrecht ten opzichte van de Field ops die hem gegooid heeft.
- Spuit - Alleen Hospik (Medic) klasse. Kan een dodelijk gewonde team genoot opnieuw tot leven wekken tot ongeveer de helft van hun HP. Bij level 3 in Eerste hulp, stijgt dit tot volledige HP, en de kleur van de spuit zal nu groen zijn in plaats van geel. Bij level 4 in eerste hulp, is de adrenaline injectie beschikbaar als een tweede (rode) spuit onder Toets 5. Op sommige servers heeft de spuit meerdere functies, je kan er teamgenoten dan extra leven bij geven door het een injectie te geven (dit in plaats van pakketjes te geven), en je kan de tegenstander vergiftigen. Daarbij kan de tegenstander sterven, of wordt hij enkel vergiftigd, waarbij het scherm van de vergiftigde soldaat zo bewerkt wordt, dat het verderspelen quasi onmogelijk wordt. Note: als diegene een medic is kan hij snel een health pack pakken om te healen en na een tijd is het poison effect uitgewerkt. Bij sommige mods genezen je eigen medic packs de vergiftiging niet.
- Tang - Alleen door Engineer klasse gebruikt om dynamiet en landmijnen op scherp te zetten of te ontmantelen, het repareren van voertuigen, en het construeren van doelen 'objectives'.
- Rook Granaat - Alleen Covert Ops klasse. Geeft een dik rook gordijn voor enkele seconden. De rook granaat heeft net als de 'gewone' granaat een timer.

### Toets 6 - Speciale Functie
- Health Pack - Medic klasse. Geeft 20 punten health (HP).
- Ammo Pack - Field Ops klasse. Geeft een magazijn munitie, een handgranaat, en een adrenaline spuit (alleen aan de Hospik).
- Dynamiet - Engineer klasse. Wordt op scherp gezet met een tang. Ontploft na dertig seconden. Dynamiet is het enige wat sommige doelen kan (helpen) bereiken.
- Satchel Charge - Covert Ops klasse. Gooit een bompakket, dat tot ontploffing wordt gebracht wanneer de Covert Op dat wil met een radiografisch zendertje, wat een beperkte radius heeft. Een bompakket kan door Engineers onschadelijk worden gemaakt. Sommige 'objectives' / doelen kunnen door een bompakket 'satchel charges' worden vernietigd.

### Toets 7 - Speciale Functie
- Adrenaline-spuit - Behaald bij level 4 eerste hulp. (Hospik). Als de speler met de klas Hospik niveau 4 heeft behaald, kan hij in elke klas de adrenaline-spuit gebruiken.
- Landmijnen - Engineers kunnen landmijnen plaatsen en deze op scherp zetten met hun tang, er kunnen meestal 10 landmijnen worden geplaatst, er zijn echter ook servers met maximaal 50 of zelfs wel 100 landmijnen. Landmijnen zijn enkel zichtbaar door het team van de plaatsende engineer. Mensen op level vier van "battle sense" zien deze mijn vanop korte afstand, wanneer een CovOps gedurende de mijn met zijn verrekijker aangeeft, zien al zijn collega's de mijn. De landmijnen ontploffen in twee stappen: eerst loopt een persoon op de mijn, waarna een sis-geluid weerklinkt en een rode wolk verschijnt. Pas als de soldaat wegloopt of omhoogspringt ontploft deze mijn. Andere engineers kunnen deze mijn ontmantelen, door op de mijn te gaan staan en hem zo af te laten gaan en hem vervolgens met de tang (toets 5) te ontmantelen. Door snel over de mijn te lopen wordt de schade beperkt.

### Toets 8 - Verrekijker
- Field Ops heeft een verrekijker om een luchtaanval in te schakelen.
- Covert Ops heeft een verrekijker om landmijnen zichtbaar te maken.
- Andere klassen worden beloond met een verrekijker wanneer ze Battle Sense level 1 behalen.

## Maps (Levels)
In het Enemy Territory spel zitten zes officiële maps (levels). Op alle levels, behalve Railgun, zijn de Allies de aanvallende partij. De levels zijn onderverdeeld in 2 campagnes: (1)Siwa Oasis, Seawall Battery en Goldrush zijn onderdeel van de Noord-Afrika campagne, (2)Würzburg Radar, Railgun en Fuel Dump zijn de Europese campagne.
Er is een enorm aantal aan zogenaamde "Aangepaste Mappen"; levels gemaakt (met behulp van de editor GTK Radiant) door liefhebbers van het spel, welke ook allemaal gratis beschikbaar zijn. Deze levels worden tegenwoordig meer gebruikt dan de Aangepaste Mappen. Mappen als Braundorf, Frostbite, Supply Depot en Adlernest zijn erg geliefd in competities. Dit terwijl mappen als Caen en Venice het goed doen op openbare servers. Ook zijn sommige mappen van het spel omgebouwd tot een snellere versie. Goldrush is bijvoorbeeld ingekort om er een betere competitie map van te maken. De normale Goldrush map wordt echter nog steeds veel gespeeld.
Een map wordt gemaakt met de editor GTK Radiant.

### Siwa Oasis
Siwa Oasis is een map die meestal in twee episodes gespeeld wordt. De Allies Genie Soldaten kunnen hier in totaal twee waterpompen repareren; een om de 'Oude Stad' te bereiken en de andere om de toegang naar de twee antitankkanonnen makkelijker te maken. Allereerst moeten de Allies proberen om de 'Oude Stadsmuur' op te blazen. Dit is makkelijker als zij eerst de vlag veroveren in de Oude Stad. Wanneer de 'Oude Stadsmuur' is opgeblazen door een Genie Soldaat, is deze vlag permanent Allied geworden. Als de muur eenmaal is opgeblazen is de verder weg vrij voor de Allies om zo verder te gaan met de rest van de doelen; de twee antitankkanonnen. Wanneer de beide twee antitankkanonnen zijn vernietigd winnen de Allies de map. De Axis winnen de map als op zijn minst één antitankkanon aan het eind van de timer nog heel is.
Het is mogelijk voor de Allies om de map te winnen ZONDER de 'Oude Stadsmuur' op te blazen...
Naast de muur is namelijk een deur die normaal gezien alleen toegankelijk is voor Axis soldaten; een Allied Geheim Agent (Covert Ops) die een uniform van de vijand heeft gestolen kan een Genie Soldaat stiekem binnenlaten. Ook kan een geoefend speler als Genie Soldaat met een gewaagde sprong over de muur springen. Op beide manieren kan een Genie Soldaat nu dus ongemerkt een of zelfs beide antitankkanonnen opblazen.
- Allied Primaire Objectief - vernietig de twee antitankkanonnen.
  - Allied Secondaire Objectieven - repareer waterpompen, vernietig de 'Oude Stadsmuur'.
  - Allied Tertiaire Objectieven - construeer een commandopost, bouw allied machinegeweerpost, vernietig de axismachinegeweerpost, vernietig de axiscommandopost.
  - Axis Primaire Objectief - verdedig de antitankkanonnen
  - Axis Secondaire Objectieven - verniel de waterpompen en weerhoud Allies ervan deze te bouwen, verdedig de 'Oude Stadsmuur', en verdedig de 'Oude Stad' vlag.
  - Axis Tertiaire Objectieven - bouw een commandopost, bouw axismachinegeweerpost, vernietig de allied machinegeweerpost, vernietig de allied commandopost.

### Seawall Battery
Seawall Battery heeft twee radicaal verschillende gameplay types, afhankelijk van of de server ET-Pro draait. Op ET main servers, is het grootste obstakel voor de Allies het bouwen van een ladder die leidt naar het hoger gelegen te veroveren gebied, zeker wanneer je onder vuur ligt van zware wapens en luchtaanvallen. Als de ladder eenmaal is geconstrueerd, kan het geallieerde team proberen om de vlag te veroveren in de bunker. In veel gevallen hebben de Allies meer kans om te winnen als een Genie Soldaat direct naar binnen rent en probeert om de Wapen Controles op te blazen. Ook hier kan net als in de Oasis map een Genie Soldaat door een Geheim Agent door de achterdeur worden binnengelaten. Maar als het Axis team geen onervaren spelers heeft, zal de Geheim Agent het over het algemeen erg moeilijk hebben om een uniform te stelen.
In veel ET Pro servers is het mogelijk om de achterdeur te vernietigen met dynamiet. Dit dwingt de Axis om te vechten op twee fronten, zodat over het algemeen de ET Pro versie van deze map vaak beter uitgebalanceerd is.
Objectieven voor ET Hoofdservers:
- Allied Primaire Objectieven - vernietig de "Siegfried" Wapen Controles.
  - Allied Secondaire Objectieven - bouw de Aanval Oprit op het strand, verover de vlag in de bunker; vernietig de generator binnenin de axis bunker.
  - Allied Tertiaire Objectieven - construeer een commandopost; machinegeweerpost; vernietig de axis machinegeweerpost.
  - Axis Primaire Objectief - verdedig de Wapen Controles.
  - Axis Secondaire Objectieven - vernietig de aanval oprit; verdedig de bunker; construeer and verdedig De Generator.
  - Axis Tertiaire Objectieven - construeer een commandopost; bouw machinegeweerposten; vernietig de allied machinegeweerposten.

### Goldrush
In Goldrush moeten de Allies een Churchilltank escorteren nadat ze deze eerst hebben moeten repareren, het lastige is dat de tank in eerste instantie vlak bij het startpunt van de Axis staat.
Nadat de Tank zijn pad door de stad heeft afgelegd zal deze de bankdeuren kapotschieten waardoor het Goud voor de Allies bereikbaar wordt.
Als de Allies het goud hebben kunnen stelen, dienen ze de truck waarin het goud wordt vervoerd verder te escorteren door de stad.
Bereikt de truck voor het eind van de timer zijn eindpunt, winnen de Allies de map.
- Allied Primaire Objectieven - steel de Churchilltank en vernietig de bankdeuren. Steel de goud staven en ontsnap met de truck. Als de tank eenmaal gestolen is wordt de "Binnenplaats" het nieuwe startpunt van de Allies.
  - Allied Secundaire Objectieven - vernietig de tankbarrières, vernietig de vrachtwagenbarrières.
  - Allied Tertiaire Objectieven - construeer een commando post.
  - Axis Primaire Objectieven - beschadig de tank; verhinder de tank de bank te bereiken; verdedig het goud in de bank; belemmer de truck het eindpunt te bereiken.
  - Axis Secundaire Objectieven - construeer en verdedig de tankbarrières; construeer en verdedig de truckbarrières.
  - Axis Tertiaire Objectieven - construeer een commandopost.

### Würzburg Radar
Radar is een van de eenvoudigste maps voor de allies. Het spel voor hen start in de "verlaten villa", en ze moeten de vooruit spawn veroveren om daarna een muur die hen scheidt van de gezochte radarcomponenten scheidt, op te blazen. De allies hebben nog een andere doorgang naar de radarcomponenten. De deur die deze doorgang afsluit kan geniepig geopend worden door een Geheim Agent, of opgeblazen worden door een engineer. De axis worden door de eerste manier niet gewaarschuwd dat de componenten in de rug aangevallen worden, wat een strategisch voordeel biedt.
- Allied Primaire Objectief - steel de twee radarcomponenten.
  - Allied Secundaire Objectieven - verover de vlag in de bunker; vernietig de hoofdingang en de zijingang. Als de hoofdingang is vernietigd is de bunker permanent van de Allies.
  - Allied Tertiaire Objectieven - construeer een commando post, bouw de machinegeweer post, vernietig de axis machinegeweer.
  - Axis Primaire Objectief - verdedig de radarcomponenten.
  - Axis Secundaire Objectieven - verdedig de bunker, hoofdingang en de zijingang.
  - Axis Tertiaire Objectieven - construeer een commandopost; bouw de machinegeweer post; vernietig de allied machine geweer post.

luchtaanvallen oproepen is noodzakelijk

### Railgun
Dit is de enige 'standaard' map waarin de axis het initiatief hebben: deze moeten een kanon afvuren (de 'Railgun'), maar eerst moet het kanon geladen worden met obussen. De obussen worden met een treintje opgehaald. Wanneer een axis op het treintje zit, rijdt die "vooruit", wanneer iemand van het andere team erop zit rijdt die achteruit. Zolang de obussen niet geladen zijn wordt met vooruit rijden het rijden naar het depot bedoeld, na het laden ervan is het omgekeerd. De trein start aan het spawnpunt van de axis en moet langs een spoorboom, net naast het spawnpunt van de allies, naar het goederenstations vervoerd worden. Daarna dient het treintje teruggereden worden, waarna het kanon geladen kan worden.
- Allied Primaire Objectief - belemmer de Axis het afvuren van de 'Spoor Wapen'.
  - Allied Secundaire Objectieven - verover de 'goederenstations werf' vlag, houd de spoorboom naar beneden, vernietig de 'Spoor Wapen afvuur controles'.
  - Allied Tertiaire Objectieven - construeer een commando post, construeer de machine geweer post.
  - Axis Primaire Objectief - Escorteer de treintjes om munitie op te halen voor het kanon, vuur het kanon af.
  - Axis Secundaire Objectieven - verover de 'goederenstations werf' vlag, houd de spoorboom omhoog, construeer en verdedig de 'Spoor Wapen afvuur controles'.
  - Axis Tertiaire Objectieven - construeer een commandopost, vernietig de allied machinegeweerpost.

### Fuel Dump
Allies moeten de brandstoftanks van de axis opblazen. Voor ze echter de opslag kunnen binnendringen moeten ze hun tank ernaartoe leiden zodat deze de deuren (en eventueel de zijmuur) kan vernietigen.
Allies moeten in eerste instantie hun tank over de rivier escorteren. Dit doen ze door de brug te repareren en te verstevigen. Hierna loodsen ze de tank door de tunnel, tot aan de opslagdeuren. Eenmaal de opslagdeuren opengeblazen, kunnen de allies ervoor kiezen de tank tot aan de achterste muur te leiden om zo een kortere route te openen. In de opslag zelf moeten de allies de houten constructies die de brandstoftanks afschermen, vernietigen en hun dynamiet bij de tanks planten.
- Allied Primaire Objectief - vernietig de benzine opslag.
  - Allied Secundaire Objectieven - escorteer en repareer de tank, vernietig het tunnel hek, bouw en verstevig de brug, bouw de voetbrug, vernietig de deuren, vernietig de hoofdingang, vernietig de zijmuur, vernietig de oost en west depot versterking. Vernietiging van de deuren geeft de Allies de bunker als startpunt.
  - Allied Tertiaire Objectieven - construeer een commandopost, construeer de machinegeweerposten, vernietig de axis machine geweer torens, vernietig de axis commandopost.
  - Axis Primaire Objectief - verdedig de benzineopslag.
  - Axis Secundaire Objectieven - beschadig de tank, verdedig het tunnel hek, vernietig de brug, vernietig de voetbrug, verdedig de tunneldeuren, verdedig de hoofdingang van de benzine opslag, verdedig de zijmuur, bouw en verdedig de depot versterking.
  - Axis Tertiaire Objectieven - construeer een commando post, construeer de machine geweer torens, vernietig de allied machine geweer posten, vernietig de allied commando post.

## Mods
Er zijn verschillende mods in Wolfenstein: Enemy Territory, deze mods passen bepaalde punten in het spel aan en/of breiden deze uit.
Een klein overzicht van de bekende mods:
- ETMain: Hier begon het allemaal mee, dit is de standaard mod voor Wolfenstein: Enemy Territory.
- ETPro: Gebaseerd op ETMain maar veel uitgebreider, hierin zitten bijvoorbeeld ook hitsounds. Ook zijn de hitboxes verbeterd ten opzichte van ETMain. Deze mod wordt (bijna) altijd gebruikt in competities. Deze mod is echter alleen speelbaar in de versie 6.0b.
- ETPub: Deze mod is ook een uitbreiding op ETMain, en hiermee is het eenvoudiger om je server te beheren. De hitboxes zijn net als in ETPro verbeterd.
- TrueCombat: Elite: Een tactische, hedendaagse shooter voor Wolfenstein: Enemy Territory. Een mix van Counter-Strike en Ghost Recon.
- Jaymod: Is een minder serieuze "funmod". Er zijn uitbreidingen van bijvoorbeeld nieuwe wapens en andere verbeteringen. De hitboxes zijn op een andere plaats dan in de andere mods.
- NoQuarter: Extra wapens, men kan tot maximaal level 9 doortrainen en nog veel meer uitbreidingen. Deze mod is in bijzonder geschikt voor grotere servers.
- East Front: Een realism mod voor Wolfenstein: Enemy Territory, dat gebouwd is op de FalckonET 0.5.0 RC2-release. Het verandert de geallierden vs axis scenerio tot het russen vs axis scenerio. Een zeer unieke functie is dat je tanks zelf kan bewegen. Helaas zijn de tanks niet op realism gebaseerd en daardoor rijden ze met een hoge snelheid, je hebt een ongelimiteerde ammo levering, en een machinegun die nooit 'overheat'.
- Zombie Mod: zombie's (max. 10 en 1250 hp) tegen SWAT agenten. Er wordt geschoten met hedendaagse wapens en Zombie's kunnen alleen bijlen gebruiken. Messen worden vervangen door bijlen en kunnen gegooid worden.
- ETNam: Een mod waarin de totale interface en graphics zijn aangepast naar de oorlog tussen USA en Vietnam, binnen deze mod zijn ook tal aan verbeteringen/functies toegevoegd.

Verder heb je nog een groot aantal mini mods. Deze zijn per server verschillend en kunnen zelfs tegelijkertijd met andere mods op een server worden gedraaid.
Het spel is zelf een mix van vele spellen, van Medal of Honor, tot Red Orchestra: Ostfront.

## ETPro Vecht Technieken
In ETPro wordt echter in elke situatie de klasse Medic (Hospik) het meest gebruikt. Dit heeft natuurlijk voordelen en nadelen zoals verteld in Skills en Klassen, maar het belangrijkste hiervan voor ETPro spelers is dat je jezelf kan genezen. Op deze manier zal je het langst in het spel blijven. Het voornaamste doel van ETPro spelers is dan ook de meeste kills gemaakt te hebben aan het eind van het spel en men richt zich dan ook minder op de doelstellingen. De medaille voor Highest Fragger (meeste kills) komt hierbij meestal van toepassing aan het einde van een ronde.

### Aanvalstactiek
De tactiek gebruikt in ETPro is vaak gericht op snelheid en efficiëntie. Geavanceerde ETPro spelers proberen altijd de meest cruciale punten op het lichaam van de vijandelijke speler te raken. Deze verschillen per afstand:
- In een korte afstand aanval is het hoofd de meest cruciale plek om de speler te doden in korte tijd.
- In een gemiddelde afstand aanval is het meest cruciale punt de borst.
- In een lange afstand aanval zijn de benen de meest cruciale plek om te raken.

Dit moet snel worden gedaan en de meest gebruikte wapens in ETPro zijn voor de Allies de Thompson en voor de Axis de MP40. Deze kunnen met elke afstand gebruikt worden in ETPro.
In ETPro is het vaak ook belangrijk je snel voort te bewegen door de kaart.

## Trivia
- Het spel is opgenomen in het boek 1001 Video Games You Must Play Before You Die van Tony Mott.